# Kościół Wniebowzięcia Najświętszej Maryi Panny w Trzebinie
Kościół Wniebowzięcia Najświętszej Maryi Panny w Trzebinie – rzymskokatolicki kościół parafialny w Trzebinie, należący do parafii Wniebowzięcia Najświętszej Maryi Panny w Trzebinie, w dekanacie Prudnik, diecezji opolskiej.

## Historia

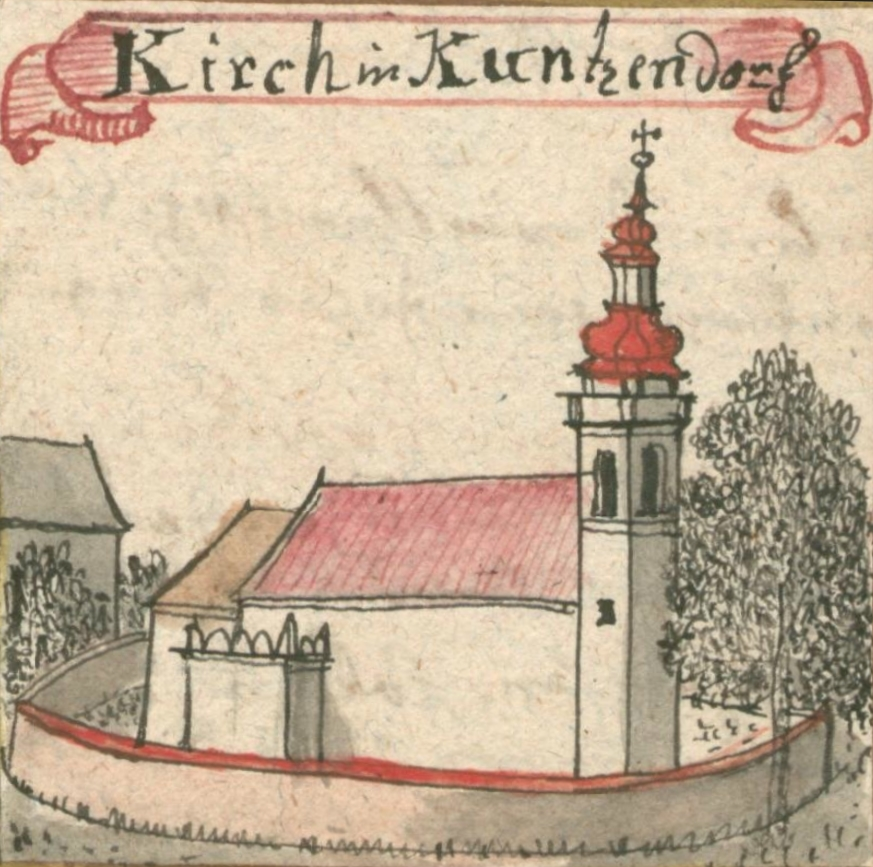
Rysunek kościoła w XVIII w. autorstwa Friedricha Bernharda Wernera

Pierwsza wzmianka o kościele w Trzebinie pochodzi z 1385. Obecny kościół Wniebowzięcia Najświętszej Maryi Panny został zbudowany w XV wieku. W latach 1726–1727 kościół został przebudowany w stylu barokowym.

## Architektura
Kościół przebudowany w stylu barokowym. Wewnątrz znajduje się rokokowe wyposażenie i kamienna płyta nagrobna Adama Wachtla (zm. 1589) autorstwa Mistrza Nagrobka Dluhomila. Kościół otacza mur z kamieni polnych, do którego w XVIII wieku dobudowano rokokową kaplicę. Wieża kościoła została wzniesiona na planie kwadratu. Usytuowany jest na niewielkim wzniesieniu. W pobliżu kościoła znajduje się cmentarz.

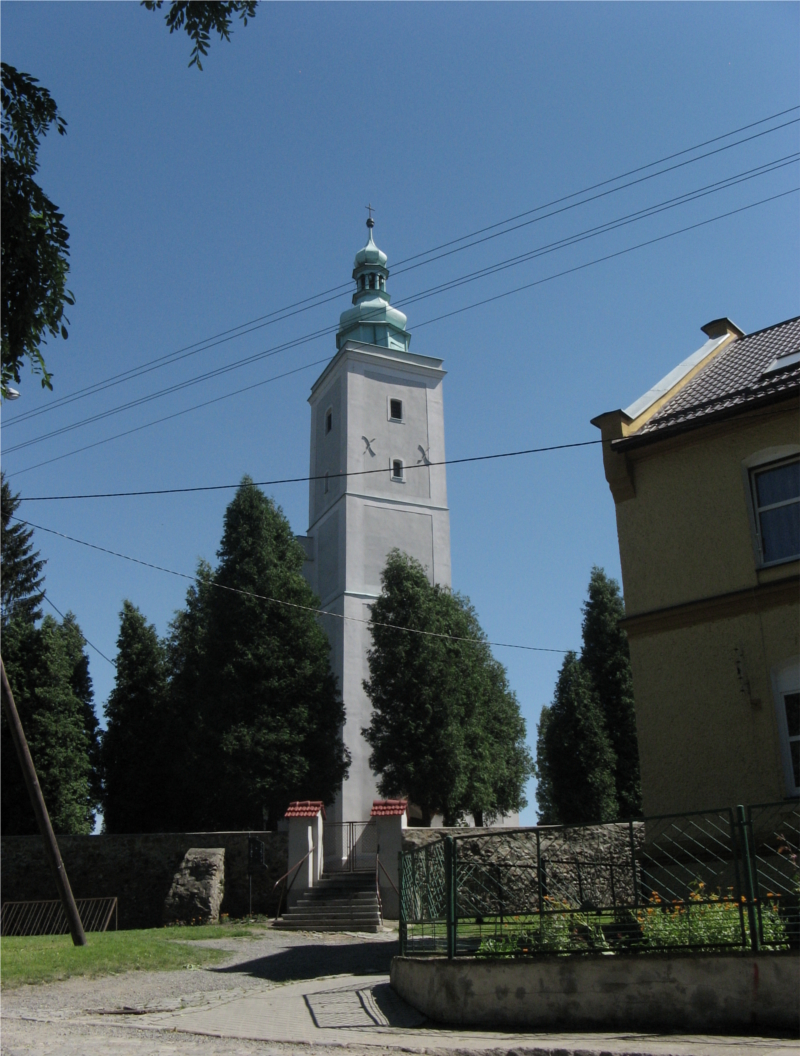
Wieża kościoła
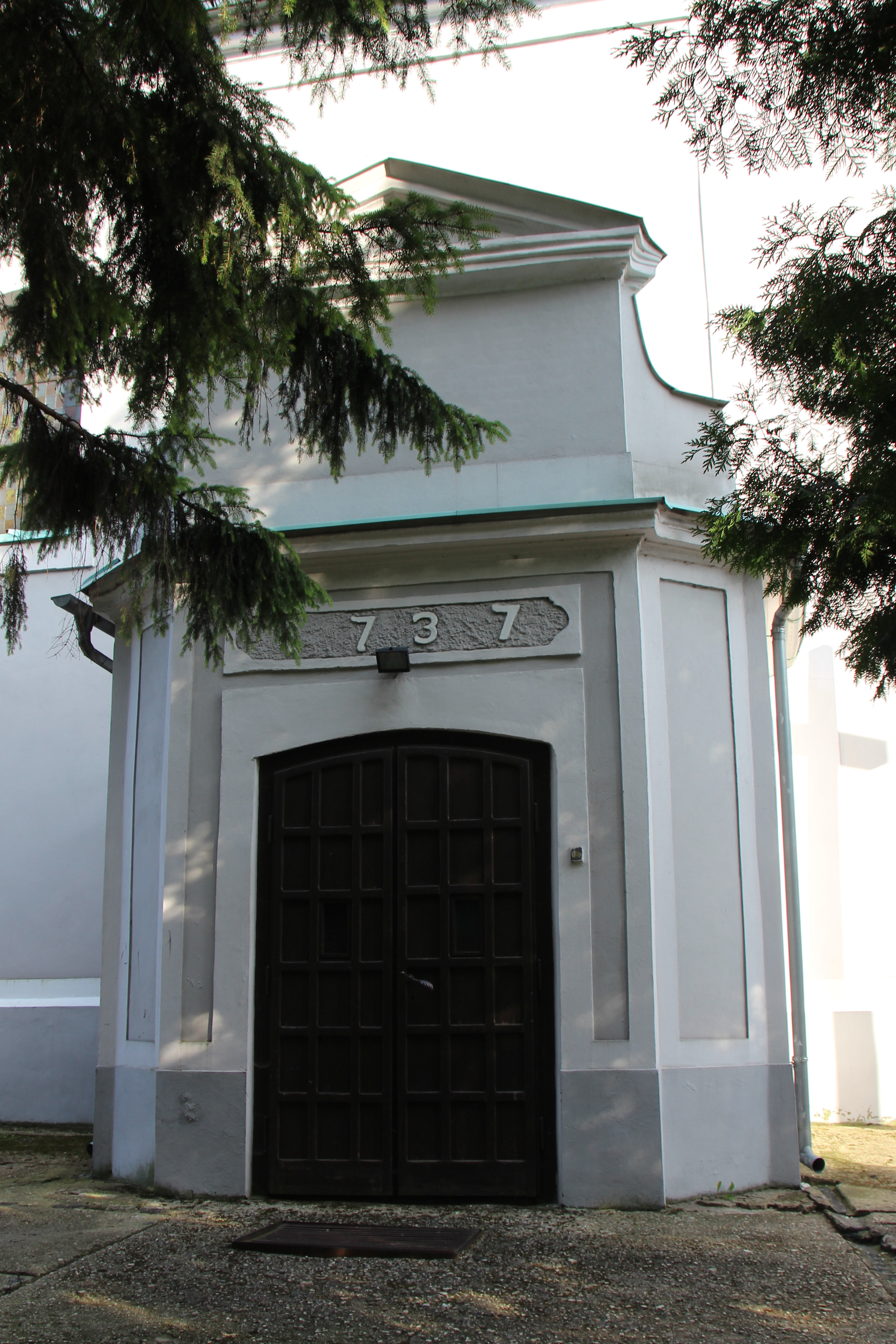
Wejście do kościoła